# Gaston Grandain
Gaston Grandain (Ixelles, 1911. április 16. – ?, 1989. február 15.) belga nemzetközi labdarúgó-játékvezető.

## Pályafutása

### Nemzetközi játékvezetés
A Belga labdarúgó-szövetség Játékvezető Bizottsága (JB)  terjesztette fel nemzetközi játékvezetőnek, a Nemzetközi Labdarúgó-szövetség (FIFA) 1956-tól tartotta nyilván bírói keretében. Több nemzetek közötti válogatott és klubmérkőzést vezetett, vagy működő társának partbíróként segített. A belga nemzetközi játékvezetők rangsorában, a világbajnokság-Európa-bajnokság sorrendjében többedmagával a 25. helyet foglalja el 2 találkozó szolgálatával. Az aktív nemzetközi pályafutását 1961-ben fejezte be.

#### Világbajnokság
A világbajnoki döntőhöz vezető úton Svédországba a VI., az 1958-as labdarúgó-világbajnokságra és Chilébe a VII., az 1962-es labdarúgó-világbajnokságra a FIFA JB bíróként/partbíróként alkalmazta.

##### 1958-as labdarúgó-világbajnokság

###### Selejtező mérkőzés
| Időpont              | Helyszín                      | Mérkőzés típusa           | Mérkőzés           | Játékvezető   | Eredmény |
| -------------------- | ----------------------------- | ------------------------- | ------------------ | ------------- | -------- |
| 1957. szeptember 29. | Municipal Stadion, Luxembourg | előselejtező (5. csoport) | Luxemburg–Ausztria | Gérard Versyp | 0 : 3    |

##### 1962-es labdarúgó-világbajnokság

###### Selejtező mérkőzés
| Időpont        | Helyszín                       | Mérkőzés típusa           | Mérkőzés        | Eredmény | Nézők száma |
| -------------- | ------------------------------ | ------------------------- | --------------- | -------- | ----------- |
| 1961. május 7. | Dalymount Park Stadion, Dublin | előselejtező (8. csoport) | Írország–Skócia | 0 : 3    | 45 000      |

#### Európa-bajnokság
Az európai-labdarúgó torna döntőjéhez vezető úton Franciaországba az I., az 1960-as labdarúgó-Európa-bajnokságra az UEFA JB játékvezetőként foglalkoztatta.

##### Európa-bajnoki mérkőzés
| Időpont         | Helyszín                     | Mérkőzés típusa | Mérkőzés                  | Eredmény | Nézők száma |
| --------------- | ---------------------------- | --------------- | ------------------------- | -------- | ----------- |
| 1960. július 6. | Princes Park Stadion, Párizs | egyik elődöntő  | Jugoszlávia–Franciaország | 5 : 4    | 26 370      |